# De Neutrale Vereeniging voor Vrouwenkiesrecht
"De Neutrale" Vereeniging voor Vrouwenkiesrecht werd opgericht 1916 door vrouwen die zich hadden afgesplitst van de Vereeniging voor Vrouwenkiesrecht. Oprichters van "De Neutrale" waren onder anderen Josephine Baerveldt-Haver en Wilhelmina Drucker. De vereniging heeft vermoedelijk tot 1918 bestaan.

## Oprichting
De Vereeniging voor Vrouwenkiesrecht (VVK) had bij de oprichting als standaard het aanhouden van een neutrale positie, waarmee banden aangaan met een politieke partij onverenigbaar was. Er kwam vanuit een aantal leden kritiek op de veranderende houding van de vereniging, omdat er volgens hen toch partij werd gekozen. Daarnaast vonden de critici (waaronder Wilhelmina Drucker) dat de VVK was opgericht om grondwettelijke gelijkstelling van man en vrouw te bewerkstelligen, waardoor het vrouwenkiesrecht een logisch gevolg zou zijn. De afgesplitste leden en tevens oprichters van "De Neutrale" vonden de leuze ‘Algemeen kiesrecht voor mannen en vrouwen’, waaronder de VVK mee mocht doen aan de demonstratie voor vrouwenkiesrecht op 18 juni 1916, te weinig recht doen aan de strijd die zij daadwerkelijk voerden. Omdat de onenigheid volgens hen niet was op te lossen, richtten ze een nieuwe vereniging op, “De Neutrale”, die wel zou voldoen aan de neutraliteitsstandaard van de oorspronkelijke VVK.

## Algemene informatie en doelstelling

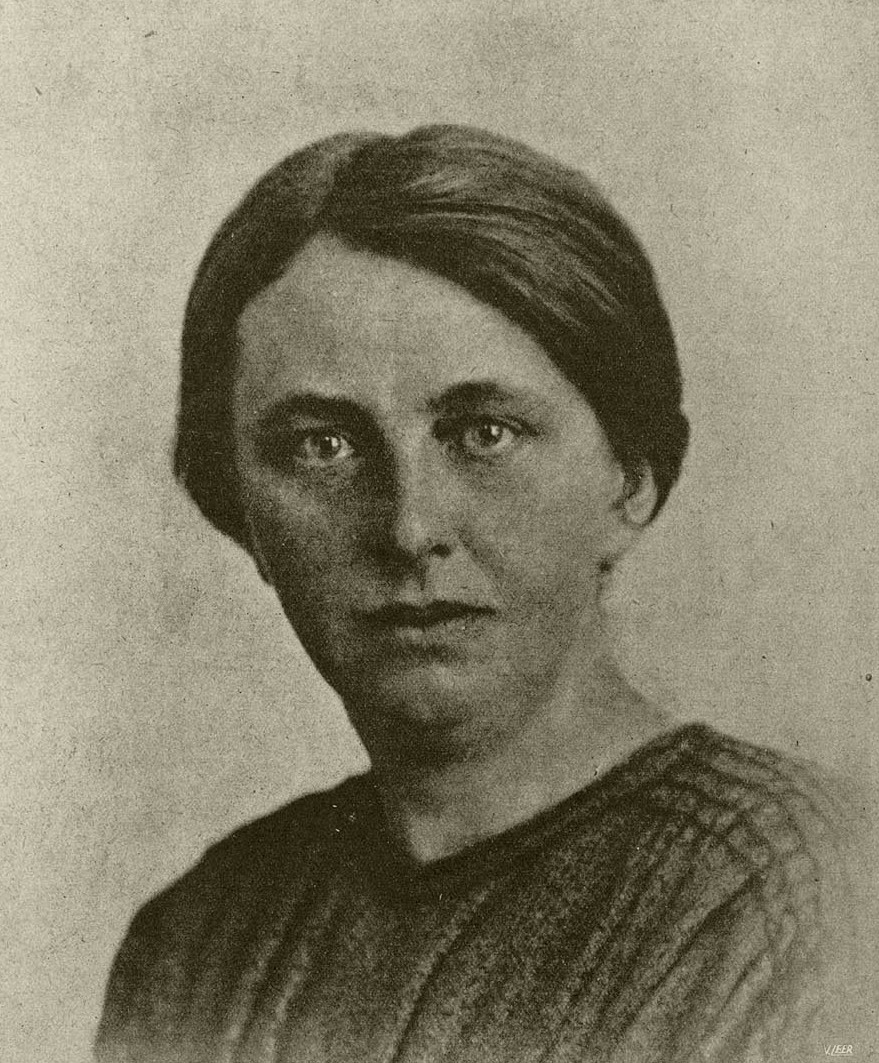
Nine Minnema

De kleuren van de Neutrale Vereeniging voor Vrouwenkiesrecht waren groen en goud. Zowel vrouwen als mannen konden bestuursfuncties bekleden, maar niemand daarvan mocht lid zijn van een politieke partij (neutraliteit werd keer op keer benadrukt). President van de vereniging was Nine Minnema (1883-1944), die in 1919 ook voorzitter werd van de voornamelijk door leden van "De Neutrale" opgerichte Algemeene Nederlandsche Vrouwen Organisatie (ANVO). 
Het overkoepelende doel van "De Neutrale" Vereeniging voor Vrouwenkiesrecht was gelijk kiesrecht voor man en vrouw, gebaseerd op grondwettelijke gelijkstelling van mannen en vrouwen.